# بژوزووه بووتو
بژوزووه بووتو (به لهستانی:  Brzozowe Błoto) یک روستا در لهستان است که در گمینا یانوو (استان پودلاسکی) واقع شده‌است.